# Microepicausta lineata
Microepicausta lineata är en tvåvingeart som först beskrevs av de Meijere 1915.  Microepicausta lineata ingår i släktet Microepicausta och familjen bredmunsflugor. Inga underarter finns listade i Catalogue of Life.